# Oddací list

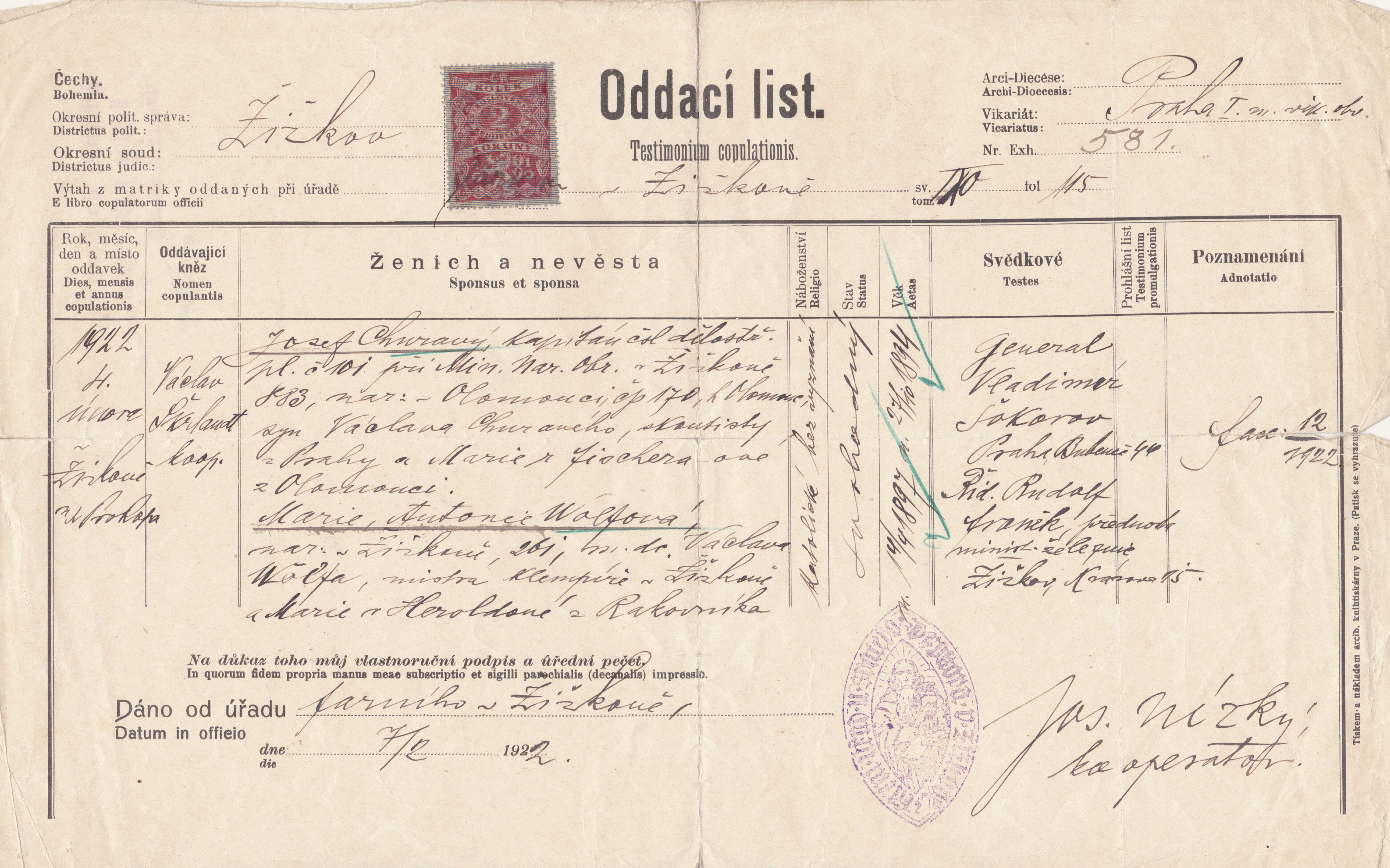
Oddací list

Oddací list (anglicky Marriage certificate, německy Eheurkunde) je matriční doklad, který potvrzuje uzavření manželství nebo partnerství. 

## Česká republika
Oddací list vydává matriční úřad v místě, kde došlo k uzavření manželství nebo partnerství. Všechny matriční úřady jsou uvedeny v příloze vyhlášky č. 207/2001 Sb. v platném znění.
Vydání oddacího listu je zdarma, lhůta pro vyřízení je 30 dní. V případě, že jeden z manželů nebo partnerů není občanem České republiky a k uzavření manželství nebo partnerství došlo na území České republiky, oddací list se do 3 pracovních dnů vydá zastupitelskému úřadu cizího státu nebo zašle na Ministerstvo zahraničních věcí České republiky.
Při ztrátě může vydat stejnopis pouze matriční úřad, ale už za poplatek a pouze při předložení průkazu totožnosti.
Oddací list obsahuje následující údaje: den, měsíc, rok a místo uzavření manželství nebo partnerství, jména, příjmení, popřípadě rodná příjmení, manželů nebo partnerů a jejich rodná čísla, den, měsíc, rok a místo narození manželů nebo partnerů, osobní stav manželů nebo partnerů, jména, příjmení, popřípadě rodná příjmení, rodičů manželů nebo partnerů, dohodu manželů o příjmení a dohodu o příjmení jejich společných dětí, a to v mužském a ženském tvaru, datum, jméno, příjmení a podpis matrikáře, označení matričního úřadu a otisk razítka matričního úřadu, který doklad vydává.

### Galerie

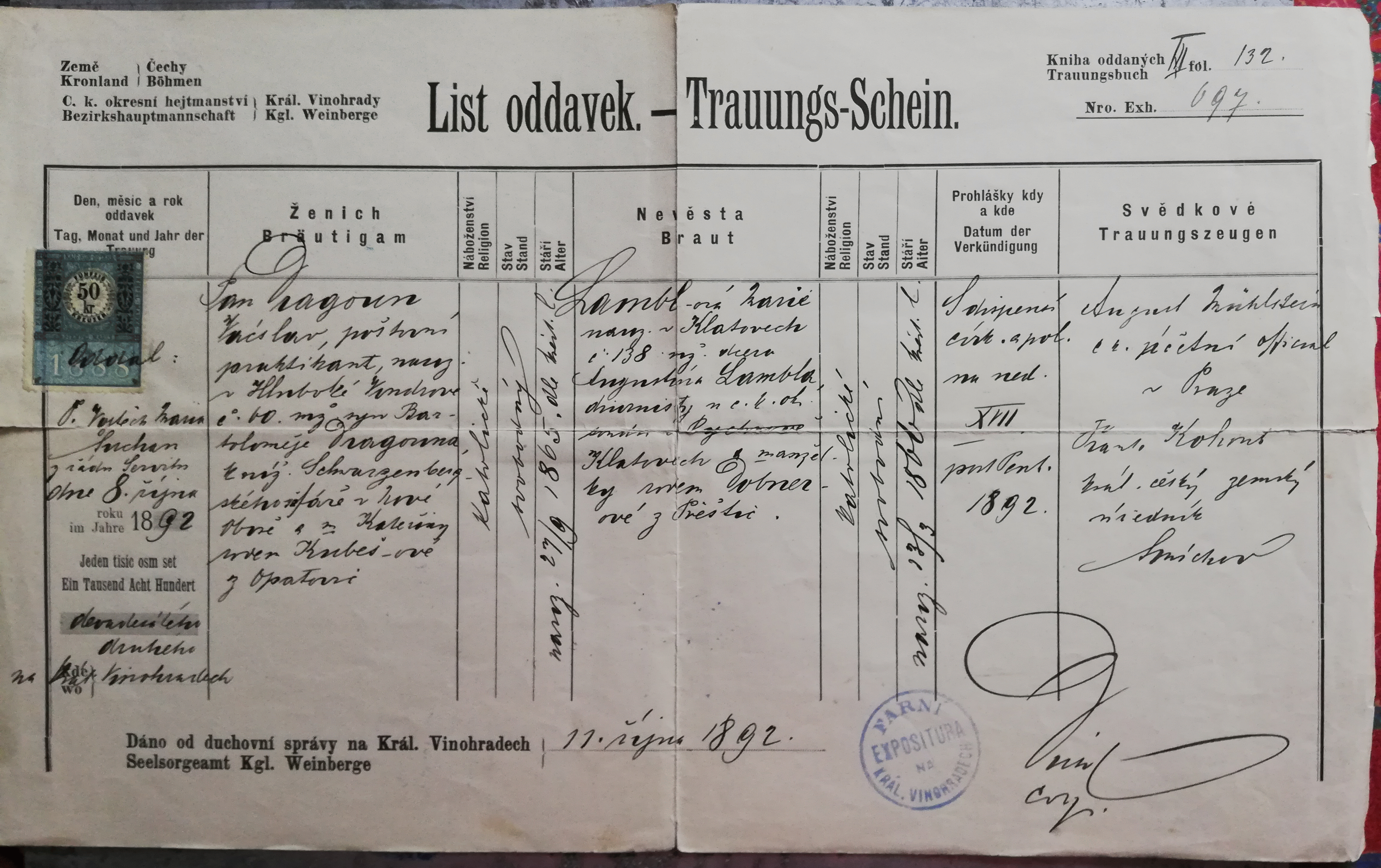
Oddací list Václava Dragouna a Marie Lamblové
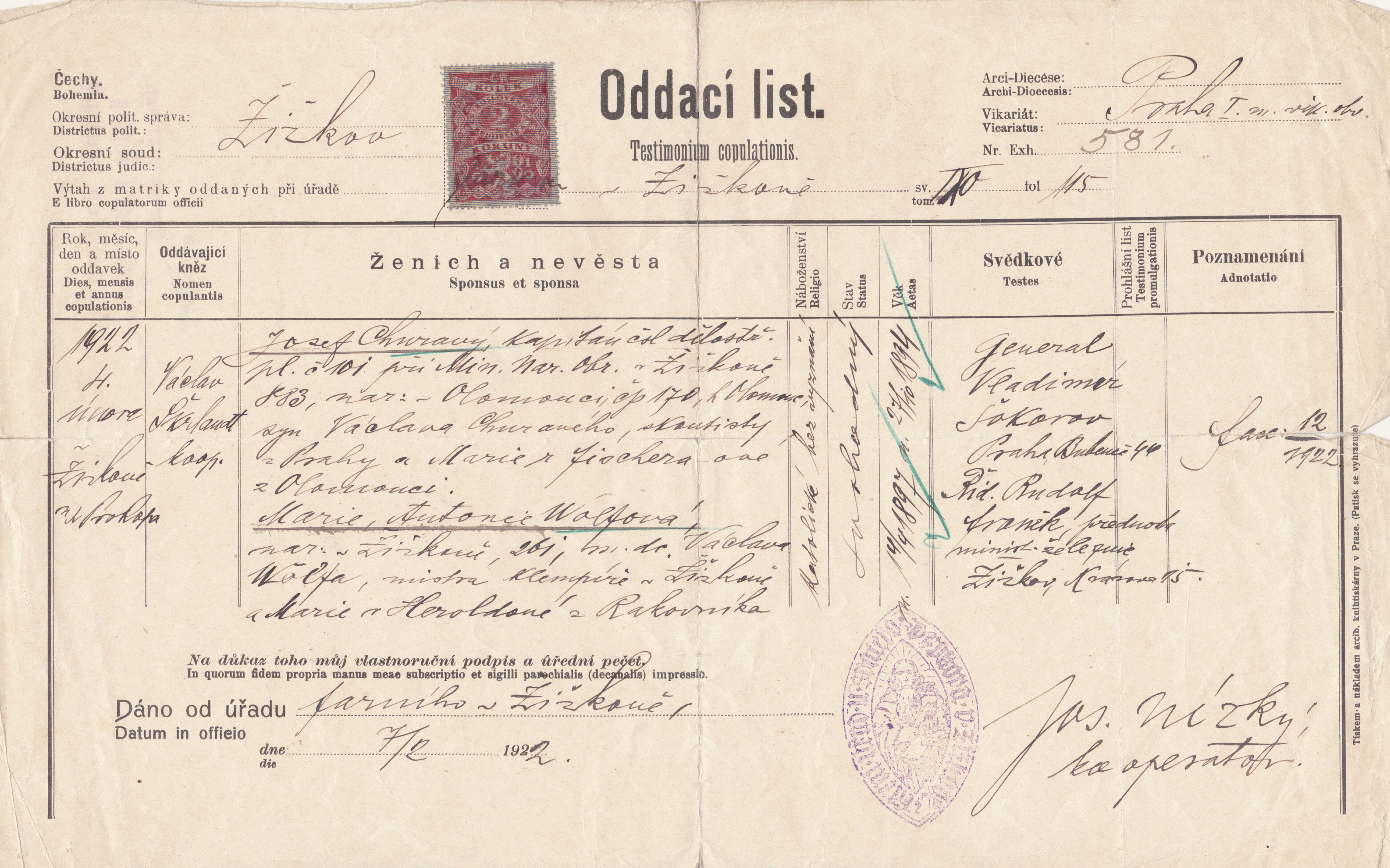
Oddací list Josefa Churavého a Marie Wolfové
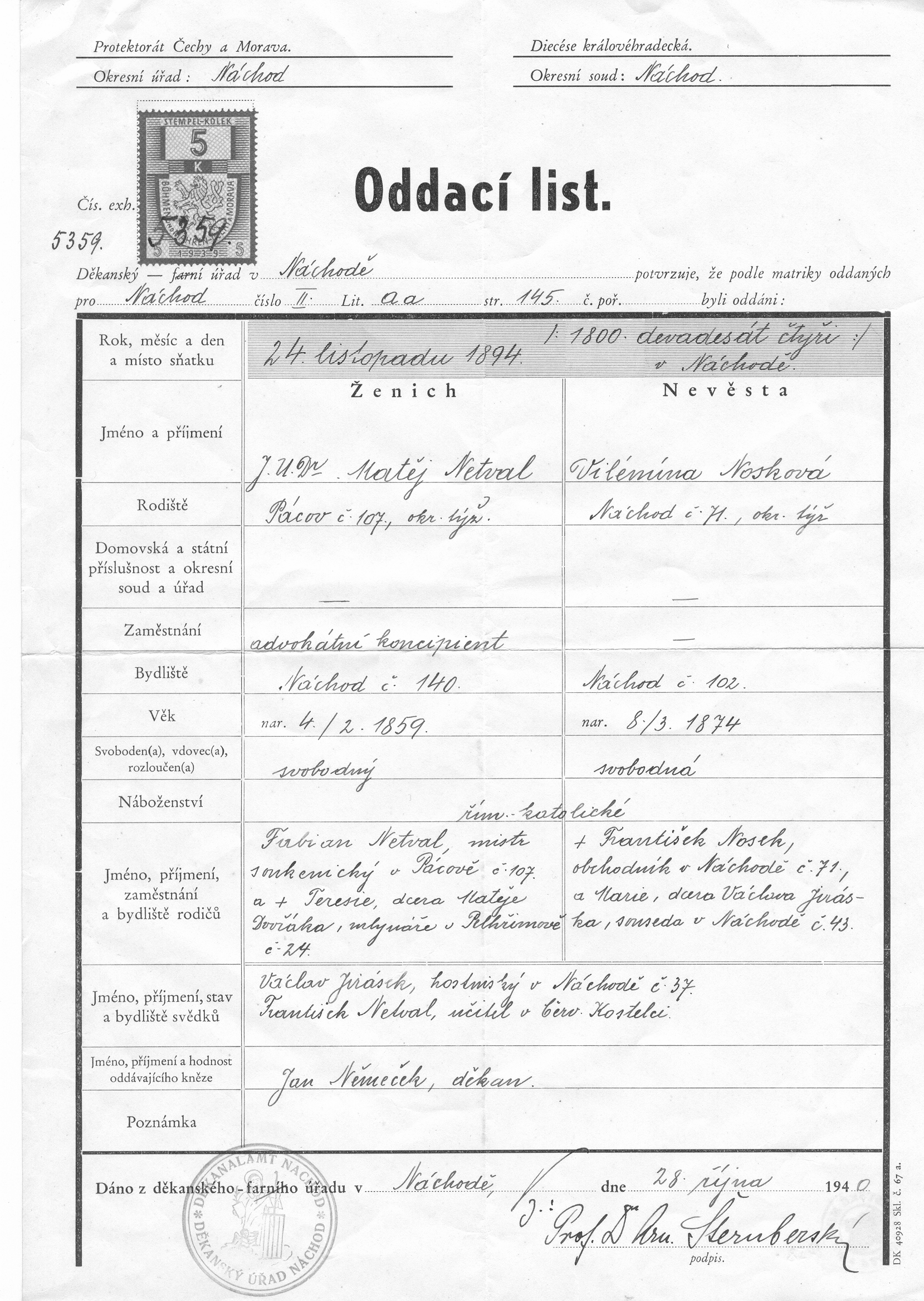
Oddací list Matěje Netvala a Vilemíny Noskové
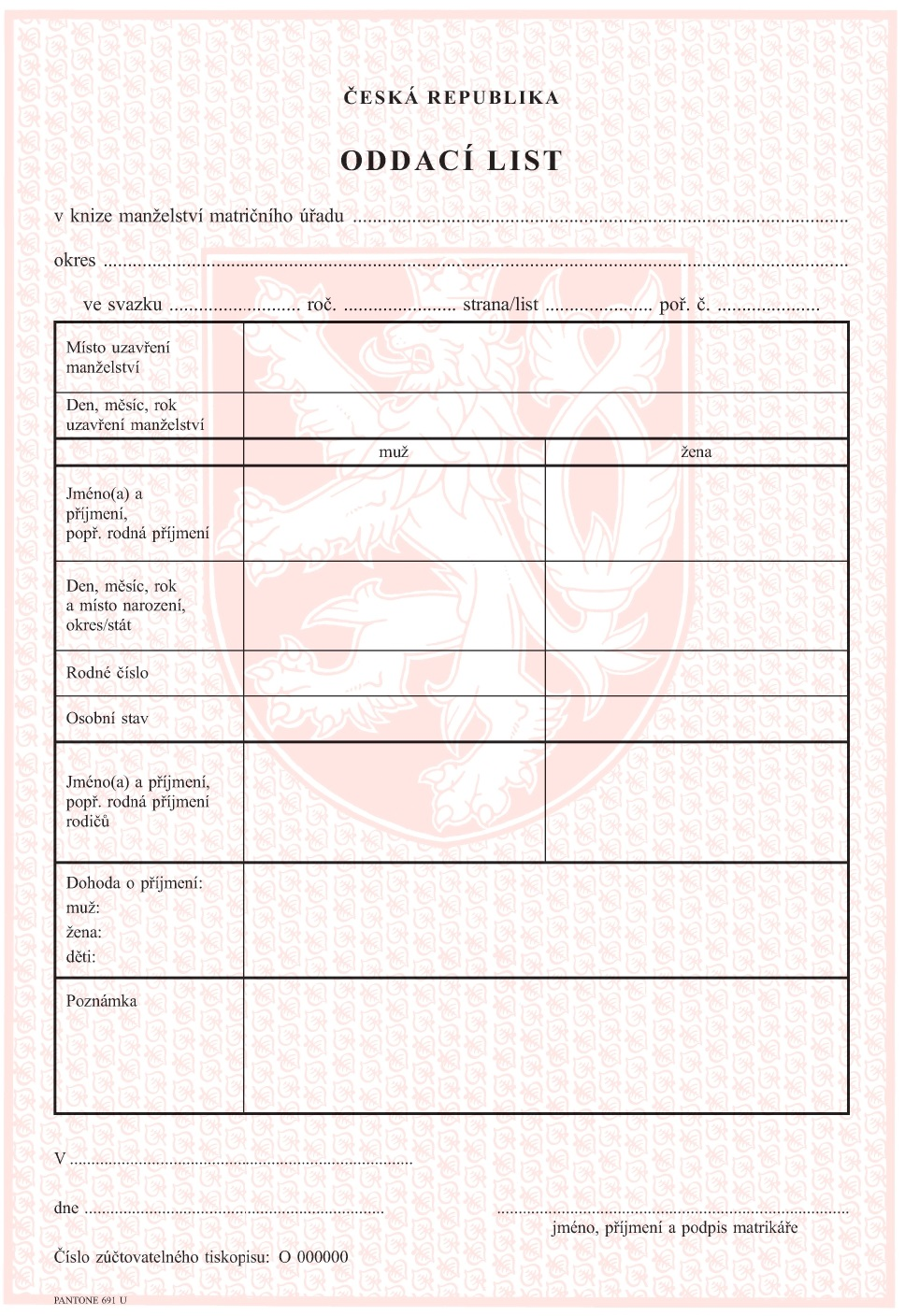
Aktuálně platný vzor oddacího listu (2023)